# Heterochelus freyi
Heterochelus freyi är en skalbaggsart som beskrevs av Kulzer 1960. Heterochelus freyi ingår i släktet Heterochelus och familjen Melolonthidae. Inga underarter finns listade i Catalogue of Life.